# Grand Prix-wegrace van Spanje 1970
De Grand Prix-wegrace van Spanje 1970 was de dertiende en afsluitende race van het wereldkampioenschap wegrace voor motorfietsen in het seizoen 1970. De races werden verreden op 27 september 1970 op het Circuito de Montjuïc, een stratencircuit in de wijk Sants-Montjuïc in Barcelona.

## Algemeen
MV Agusta had in de vorige race, de GP des Nations, een tweede rijder naast Giacomo Agostini gecontracteerd: Angelo Bergamonti. Agostini, die alle GP's tot dan toe gewonnen had en al in juli wereldkampioen 350- en 500 cc was geworden, liet de Grand Prix van Spanje over aan Bergamonti, die prompt twee klassen won. In Italië was Rodney Gould wereldkampioen 250 cc geworden. Dieter Braun was in augustus wereldkampioen 125 cc geworden en Ángel Nieto werd in Italië 50cc-kampioen.  Spanning om de wereldtitels was er dus niet meer. 

## 500 cc
In Spanje liet Agostini de eer aan zijn "opvolger", Angelo Bergamonti. Die reed in de training al 2 seconden van het ronderecord van Agostini uit 1968 af. In de race bleef alleen Ginger Molloy in dezelfde ronde. Bergamonti had weliswaar een slechte start gehad, maar halverwege de eerste ronde kwam hij al aan de leiding en na twee ronden had hij al 10 seconden voorsprong. Molloy moest zich eerst langs Giuseppe Mandolini (Aermacchi) en Roberto Gallina (Paton) vechten. Mandolini werd uiteindelijk derde. 

### Uitslag 500 cc
| Pos | Coureur            | Merk             | Tijd          | Punten |
| --- | ------------------ | ---------------- | ------------- | ------ |
| 1   | Angelo Bergamonti  | MV Agusta        | 1h 15' 14" 12 | 15     |
| 2   | Ginger Molloy      | Kawasaki         | +1' 54" 83    | 12     |
| 3   | Giuseppe Mandolini | Aermacchi        | +1 ronde      | 10     |
| 4   | Tommy Robb         | Seeley-Matchless | +1 ronde      | 8      |
| 5   | Roberto Gallina    | Paton            | +1 ronde      | 6      |
| 6   | Martin Carney      | Kawasaki         | +1 ronde      | 5      |
| 7   | Martti Pesonen     | Yamaha           | +2 ronden     | 4      |
| 8   | Christian Ravel    | Kawasaki         | +2 ronden     | 3      |
| 9   | Dave Simmonds      | Kawasaki         | +2 ronden     | 2      |
| 10  | Gordon Keith       | Velocette        | +3 ronden     | 1      |
| 11  | John Burgess       | Petty-Norton     | +4 ronden     |        |
| DNF | Gyula Marsovszky   | Kawasaki         |               |        |
| DNF | John Dodds         | Linto            |               |        |
| DNF | Barry Sheene       | Bultaco          |               |        |
| DNF | Bo Granath         | Husqvarna        |               |        |
| DNF | Jack Findlay       | Seeley-Suzuki    |               |        |
| DNF | Alberto Pagani     | Linto            |               |        |
| DNF | Lewis Young        | Honda            |               |        |
| DNF | Terry Dennehy      | Honda            |               |        |
| DNF | Maurice Hawthorne  | Linto            |               |        |

## 350 cc
In de 350cc-klasse in Spanje (zonder Giacomo Agostini) wist Kent Andersson alleen in de eerste ronde voor Angelo Bergamonti te blijven. Daarna reed die laatste met gemak weg om met een grote voorsprong te winnen. Hij verbeterde het ronderecord met 14 seconden, maar dat was dan ook al in 1954 gereden door Fergus Anderson met een Moto Guzzi Monocilindrica 350. Teamgenoten Kent Andersson en Rodney Gould maakten er samen een leuke strijd om de tweede plaats van maar gingen pas vlak voor de finish serieus de strijd aan. Gould won met slechts een wiellengte. 

### Uitslag 350 cc
| Pos | Coureur            | Merk      | Tijd          | Punten |
| --- | ------------------ | --------- | ------------- | ------ |
| 1   | Angelo Bergamonti  | MV Agusta | 1h 15' 07" 63 | 15     |
| 2   | Rodney Gould       | Yamaha    | +1' 31" 52    | 12     |
| 3   | Kent Andersson     | Yamaha    | +1' 31" 70    | 10     |
| 4   | Martti Pesonen     | Yamaha    | +1 ronde      | 8      |
| 5   | Dieter Braun       | Yamaha    | +1 ronde      | 6      |
| 6   | Terry Dennehy      | Yamaha    | +1 ronde      | 5      |
| 7   | Roberto Gallina    | Aermacchi | +1 ronde      | 4      |
| 8   | Tommy Robb         | Yamaha    | +2 ronden     | 3      |
| 9   | Martin Carney      | Kawasaki  | +2 ronden     | 2      |
| 10  | Bo Granath         | Yamaha    | +3 ronden     | 1      |
| 11  | Hans-Dieter Görgen | Yamaha    | +3 ronden     |        |
| 12  | Lewis Young        | Aermacchi | +3 ronden     |        |

## 250 cc
In Spanje vertrokken Rodney Gould, Kent Andersson en Ginger Molloy (voor het eerst op een Yamaha) als snelsten, maar ze werden alle drie gepasseerd door de jonge Teuvo Länsivuori (Yamaha). Die bouwde al snel een grote voorsprong op. Gould, inmiddels al zeker van de wereldtitel, stopte in de vijfde ronde als protest tegen het vele stof op de baan dat daar voor aanvang van de 125cc-race over een oliespoor was gegooid. Länsivuori ging door, maar viel terug door een losse draad van zijn ontsteking. Andersson passeerde hem en zes ronden later viel Länsivuori helemaal uit door een gat in een zuiger. Andersson won met een ruime voorsprong op Ginger Molloy, die op zijn beurt weer 40 seconden voorsprong had op Silvio Grassetti. 

### Uitslag 250 cc
| Pos | Coureur           | Merk      | Tijd          | Punten |
| --- | ----------------- | --------- | ------------- | ------ |
| 1   | Kent Andersson    | Yamaha    | 1h 04' 25" 52 | 15     |
| 2   | Ginger Molloy     | Yamaha    | +0' 42" 33    | 12     |
| 3   | Silvio Grassetti  | Yamaha    | +1' 30" 10    | 10     |
| 4   | Gyula Marsovszky  | Yamaha    | +1' 38" 71    | 8      |
| 5   | Oronzo Memola     | Yamaha    | +1 ronde      | 6      |
| 6   | Bosse Granath     | Yamaha    | +1 ronde      | 5      |
| 7   | Alberto Pagani    | Aermacchi | +1 ronde      | 4      |
| 8   | Maurice Hawthorne | Yamaha    | +1 ronde      | 3      |
| 9   | Cees van Dongen   | Yamaha    | +2 ronden     | 2      |
| 10  | Börje Jansson     | Yamaha    | +2 ronden     | 1      |
| 11  | Dave Browning     | Yamaha    | +2 ronden     |        |
| 12  | Francesco Villa   | Villa     | +3 ronden     |        |
| DNF | Rodney Gould      | Yamaha    | protest       |        |
| DNF | Teuvo Länsivuori  | Yamaha    | zuiger        |        |

## 125 cc
In Spanje begon de 125cc-race in een chaos. Kort voor de race verloor een vrachtauto olie op de baan en in hun ijver het oliespoor af te dekken gebruikten de marshals te veel cement, waardoor de eerste rijders een grote stofwolk veroorzaakten. Börje Jansson pakte de leiding, maar viel terug achter de strijdende Ángel Nieto en Gilberto Parlotti. Nieto wilde zijn thuispubliek graag een overwinning schenken, maar de posities wisselden voortdurend. Dave Simmonds wist langzaam dichterbij te komen en hij werd gevolgd door de 20-jarige Barry Sheene, die de oude Suzuki RT 67 van Stuart Graham had. In de negende ronde viel Parlotti met technische problemen terug. Nieto bouwde een flinke voorsprong op, maar viel in een haarspeldbocht. Toen hij weer verder kon rijden was hij gepasseerd door Simmonds en Sheene. Er volgde een gevecht tussen deze drie rijders die steeds binnen een halve seconde van elkaar bleven, tot Simmonds vier ronden voor het einde moest opgeven. Sheene bleef tot twee ronden voor de finish op kop, maar moest uiteindelijk het hoofd buigen voor Nieto. Jansson werd derde, 0,7 seconden vóór Dieter Braun. 

### Uitslag 125 cc
| Pos | Coureur            | Merk       | Tijd       | Punten |
| --- | ------------------ | ---------- | ---------- | ------ |
| 1   | Ángel Nieto        | Derbi      | 54' 13" 67 | 15     |
| 2   | Barry Sheene       | Suzuki     | +08" 13    | 12     |
| 3   | Börje Jansson      | Maico      | +47" 38    | 10     |
| 4   | Dieter Braun       | Suzuki     | +48" 15    | 8      |
| 5   | Giuseppe Mandolini | Villa      | +1' 57" 14 | 6      |
| 6   | John Dodds         | Aermacchi  | +1 ronde   | 5      |
| 7   | José Medrano       | Bultaco    | +1 ronde   | 4      |
| 8   | Aalt Toersen       | Suzuki     | +2 ronden  | 3      |
| 9   | Ulrich Graf        | Honda      | +2 ronden  | 2      |
| 10  | Benjamín Grau      | Bultaco    | +2 ronden  | 1      |
| 11  | Cees van Dongen    | Yamaha     | +2 ronden  |        |
| 12  | Ginger Molloy      | Bultaco    | +2 ronden  |        |
| 13  | Ramón Galí         | Bultaco    | +3 ronden  |        |
| 14  | Dave Bedlington    | Maico      | +3 ronden  |        |
| DNF | Gilberto Parlotti  | Morbidelli |            |        |
| DNF | Dave Simmonds      | Kawasaki   |            |        |

## 50 cc
In de 50cc-race ging Ángel Nieto zes ronden lang aan de leiding, maar toen zijn motor toeren verloor werd de kop overgenomen door Jan de Vries, gevolgd door Salvador Cañellas en Rudolf Kunz. De Vries bleef lang aan de leiding, maar vijf ronden voor het einde ontstond een lange strijd met Kunz en Cañellas. Vlak voor de finish wist Cañellas de leiding te pakken en hij won met de kleinste voorsprong van de dag (0,2 seconden) van Kunz. De Vries werd derde.

### Uitslag 50 cc
| Pos | Coureur                 | Merk              | Tijd       | Punten |
| --- | ----------------------- | ----------------- | ---------- | ------ |
| 1   | Salvador Cañellas       | Derbi             | 34' 22" 46 | 15     |
| 2   | Rudolf Kunz             | Kreidler          | +00" 19    | 12     |
| 3   | Jan de Vries            | Van Veen-Kreidler | +00" 20    | 10     |
| 4   | Ángel Nieto             | Derbi             | +19" 47    | 8      |
| 5   | Juan Bordons            | Derbi             | +59" 27    | 6      |
| 6   | Ulrich Graf             | Kreidler          | +2' 23" 72 | 5      |
| 7   | Federico van der Hoeven | Kreidler          | +1 ronde   | 4      |
| 8   | Ludwig Fassbender       | Kreidler          | +1 ronde   | 3      |
| 9   | Franco Ringhini         | Morbidelli        | +1 ronde   | 2      |
| 10  | Gottlob Schweikardt     | Kreidler          | +1 ronde   | 1      |
| 11  | Siegfried Lohmann       | Kreidler          | +1 ronde   |        |
| 12  | Oronzo Memola           | Kreidler          | +1 ronde   |        |

1950 · 1951 · 1952 · 1953 · 1954 · 1955 · 1957 · 1958 · 1959 · 1960 · 1961 · 1962 · 1963 · 1964 · 1965 · 1966 · 1967 · 1968 · 1969 · 1970 · 1971 · 1972 · 1973 · 1974 · 1975 · 1976 · 1977 · 1978 · 1979 · 1980 · 1981 · 1982 · 1983 · 1984 · 1985 · 1986 · 1987 · 1988 · 1989 · 1990 · 1991 · 1992 · 1993 · 1994 · 1995 · 1996 · 1997 · 1998 · 1999 · 2000 · 2001 · 2002 · 2003 · 2004 · 2005 · 2006 · 2007 · 2008 · 2009 · 2010 · 2011 · 2012 · 2013 · 2014 · 2015 · 2016 · 2017 · 2018 · 2019 · 2020 · 2021 · 2022 · 2023 · 2024 · 2025